# 温克尔塞特
温克尔塞特是德国下萨克森州的一个市镇。总面积39.18平方公里，总人口603人，其中男性310人，女性293人（2011年12月31日），人口密度15人/平方公里。